# Dupatta

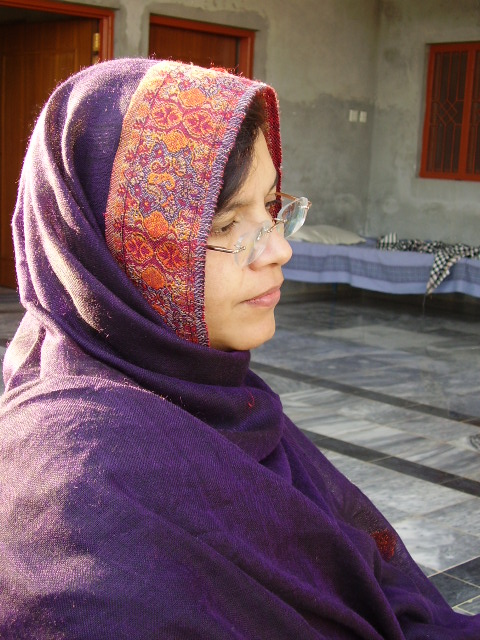
Kvinna i dupatta

Dupatta är en lång indisk sjal. Den kan bäras på en rad olika vis, men täcker ofta huvudet. 